# Damir Krznar
Damir Krznar (* 10. Juli 1972 in Zabok) ist ein ehemaliger kroatischer Fußballspieler und aktueller -trainer.

## Sportlicher Werdegang
Krznar rückte Anfang der 1990er in den Kader von NK Varaždin, der 1992 zu den Gründungsmitgliedern der 1. HNL gehörte. 1995 wechselte er zu Dinamo Zagreb, als der Klub sich zur nationalen Dominanz aufschwang. Bis 2000 wurde er mit dem Klub fünf Mal in Folge Landesmeister, dabei wurde durch den parallelen Gewinn des kroatischen Landespokals in den ersten drei Jahren zudem das Double geholt. 1998 rückte er zudem in den Kreis der kroatischen Nationalmannschaft. Unter Miroslav Blažević kam er am 22. April des Jahres gegen Polen zu seinem einzigen Länderspieleinsatz. 2003 gewann er ein sechstes Mal den Meistertitel, 2002 und 2004 holte er mit der Mannschaft den Pokal. Ab 2004 ließ er beim Ligakonkurrenten Inter Zaprešić, mit dem er 2006 in die 2. HNL abstieg, seine Karriere ausklingen.
2010 wechselte Krznar bei Inter Zaprešić vom Spielfeld ins Funktionsteam und wurde Trainerassistent von Ilija Lončarević, der ihn auch einst bei Dinamo Zagreb betreut hatte. Nach einem Jahr kehrte er dorthin zurück und assistierte Krunoslav Jurčić, Ante Čačić und Branko Ivanković, ehe er nach dessen Entlassung 2013 kurzzeitig für drei Ligaspiele als Interimstrainer einsprang. Anschließend übernahm Zoran Mamić, dem er 2016 als Assistent zum saudi-arabischen Klub al-Nassr FC folgte. Anschließend betreuten die beiden den al Ain Club, mit dem sie 2018 den Meistertitel der UAE Pro League gewannen, und 2019 kurzzeitig al-Hilal. 2020 kehrte er mit Mamić als Cheftrainer zu Dinamo Zagreb zurück und wurde nach dessen Verurteilung zu fünf Jahren Haft wegen Steuerhinterziehung im März 2021 dessen Nachfolger. Nach einem 3:0-Erfolg über Tottenham Hotspur im Achtelfinale der UEFA Europa League 2020/21 in seinem ersten Pflichtspiel erreichte die Mannschaft erstmals in der Vereinsgeschichte das Viertelfinale des Wettbewerbs, wo sie gegen den späteren Titelträger FC Villarreal ausschied. Am Ende der Spielzeit 2020/21 gewann er das Double, als nach dem Meisterschaftsgewinn im Pokal-Endspiel NK Istra 1961 mit 6:3 besiegt wurde.
Im Dezember 2021 trat Krznar nach dem vorzeitigen Ausscheiden im Pokal von seinem Amt zurück, kehrte aber einen Monat später als Trainer der Reservemannschaft des Klubs an die Seitenlinie zurück. Im August 2022 wechselte er in die Slovenska Nogometna Liga, wo er den amtierenden Meister NK Maribor mit einem Zwei-Jahres-Vertrag ausgestattet übernahm. Der Klub sich nach nur einem Sieg in den ersten fünf Spielen und dem damit verbundenen Abrutschen auf den letzten Tabellenplatz sowie dem vorherigen Ausscheiden in der 2. Qualifikationsrunde der UEFA Champions League 2022/23 gegen Sheriff Tiraspol von Cheftrainer Radovan Karanović getrennt. Letztlich erreichte er mit der Mannschaft am Ende der Spielzeit 2022/23 den dritten Tabellenplatz und das gegen den NK Olimpija Ljubljana nach Verlängerung verlorene Endspiel um den slowenischen Landespokal. Anfang Oktober 2023 trat er nach einem durchwachsenen Start in die folgende Saison zurück und wurde durch Ante Šimundža ersetzt. Wenige Tage später fand er beim Ligakonkurrenten NK Celje eine neue Anstellung, der ihn als Nachfolger des zu Girondins Bordeaux gewechselte Albert Riera unter Vertrag nahm. Bis zum Ende der Spielzeit 2023/24 führte er den Klub zum zweiten Meistertitel der Vereinsgeschichte.